# Каннский кинофестиваль 1981
34-й Каннский кинофестиваль 1981 года, проходивший с 13 по 27 мая в Каннах, Франция.

## Жюри
- Жак Дере, кинорежиссёр ( Франция) — председатель
- Эллен Бёрстин, актриса ( США)
- Жан-Клод Каррьер, сценарист ( Франция)
- Робер Шазаль, кинокритик ( Франция)
- Аттилио Д’Онофрио, продюсер ( Италия)
- Кристиан Дефайе, журналист ( Швейцария)
- Карлус Диегис, кинорежиссёр ( Бразилия)
- Антонио Гала, писатель ( Испания)
- Андрей Петров, композитор ( СССР)
- Дуглас Слоком, оператор ( Великобритания)

## Фильмы в конкурсной программе
| Победители выделены отдельным цветом. |

| Название                   | Оригинальное название           | Режиссёр                     | Страна                  |
| -------------------------- | ------------------------------- | ---------------------------- | ----------------------- |
| Железные ангелы            | Engel aus Eisen                 | Томас Браш                   | ФРГ                     |
| Отчим                      | Beau-père                       | Бертран Блие                 | Франция                 |
| Огненные колесницы         | Chariots of Fire                | Хью Хадсон                   | Великобритания          |
| Черепки                    | Cserepek                        | Иштван Гааль                 | Венгрия                 |
| Экскалибур                 | Excalibur                       | Джон Бурмен                  | Великобритания          |
| Факт                       | Факт, Faktas                    | Альмантас Грикявичюс         | СССР                    |
| Огненная голова            | Tulipää                         | Пирьо Хонкасало, Пекка Лехто | Финляндия               |
| Врата рая                  | Heaven’s Gate                   | Майкл Чимино                 | США                     |
| На расстоянии световых лет | Les années lumière              | Ален Таннер                  | Франция, Швейцария      |
| Взгляды и улыбки           | Looks and Smiles                | Кен Лоуч                     | Великобритания          |
| Человек из железа          | Człowiek z żelaza               | Анджей Вайда                 | Польша                  |
| Монтенегро                 | Montenegro                      | Душан Макавеев               | Швеция                  |
| Национальное достояние     | Patrimonio nacional             | Луис Гарсия Берланга         | Испания                 |
| Снег                       | Neige                           | Жюльет Берто, Жан-Анри Роже  | Франция                 |
| Любовная страсть           | Passione d’amore                | Этторе Скола                 | Италия, Франция         |
| Одержимая                  | Possession                      | Анджей Жулавский             | Франция, ФРГ            |
| Квартет                    | Quartet                         | Джеймс Айвори                | Франция, Великобритания |
| Кожа                       | La pelle                        | Лилиана Кавани               | Италия, Франция         |
| Вор                        | Thief                           | Майкл Манн                   | США                     |
| Трагедия смешного человека | La Tragedia Di Un Uomo Ridicolo | Бернардо Бертолуччи          | Италия                  |
| Одни и другие              | Les Uns Et Les Autres           | Клод Лелуш                   | Франция                 |

## Особый взгляд
- Свидетель
- Тысяча маленьких поцелуев
- Ну и черт с ним!
- Я тебя люблю
- Большое ночное купание
- Кто там поёт
- Да будет свет
- Воспоминания выжившей
- Любят только раз
- Arising from the Surface
- Un moment de bonheur
- Cerromaior
- Dios los cría…
- Mur murs

## Фильмы вне конкурсной программы
- Кровавая свадьба
- От Мао до Моцарта: Исаак Стэрн в Китае (англ.)
- Руки вверх! (поль.)
- Жимолость (англ.)
- Ангел с улицы (англ.)
- Почтальон всегда звонит дважды
- Это Элвис
- Три брата
- Anima — Symphonie phantastique (англ.)
- Da nao tian gong (англ.)
- Ku nao ren de xiao (англ.)
- A Légy (так же известен как La Mouche или The Fly) (венг.)

## Короткометражные фильмы
- Вечный двигатель
- Крыса
- Равновесие
- Дискжокей
- Король и гном
- Alephah
- André Derain, thèmes et variations
- Dilemma
- Manövergäste
- Maskirani razbojnik
- Ne me parlez plus jamais d’amour
- Trcanje
- Zea

## Награды
- Золотая пальмовая ветвь: Человек из железа, режиссёр Анджей Вайда
- Гран-при: На расстоянии световых лет, режиссёр Ален Таннер
- Приз за лучшую мужскую роль: Уго Тоньяцци — Трагедия смешного человека
- Приз за лучшую женскую роль: Изабель Аджани — Квартет и Одержимая
- Лучший актёр второго плана: Иэн Холм — Огненные колесницы
- Лучшая актриса второго плана: Елена Соловей — Факт
- Приз за лучший сценарий: Иштван Сабо — Мефисто
- Приз за художественный вклад: Экскалибур
- Технический гран-при: Болеро
- Золотая пальмовая ветвь за короткометражный фильм: Вечный двигатель, режиссёр Бела Вайда
- Приз жюри за короткометражный фильм:
  - Крыса
  - Zea
- Золотая камера: Десперадо-Сити
- Приз молодёжного кино:
  - Взгляды и улыбки
  - Снег
- Премия «Шанс Каннского кинофестиваля»: Prends 10000 balles et casse-toi
- Приз международной ассоциации кинокритиков (ФИПРЕССИ):
  - Малу
  - Мефисто
- Приз экуменического (христианского) жюри: Человек из железа
- Приз экуменического (христианского) жюри — особое упоминание:
  - Огненные колесницы
  - Взгляды и улыбки